# جاتو
جاتو (به ایتالیایی: Gatteo) یک کومونه در ایتالیا است که در استان فورلی-چزنا واقع شده‌است.

## خصوصیات
جاتو ۱۴٫۱ کیلومترمربع مساحت و ۷٬۲۵۲ نفر جمعیت دارد.